# Sandvika
Sandvika es una ciudad y centro administrativo del municipio de Bærum, en la provincia de Akershus, Noruega. Fue declarada ciudad por el consejo municipal de Bærum el 4 de junio de 2003. Está situada a aproximadamente 15 km al oeste de Oslo.
Sandvika es el mayor centro de transportes del oeste de Bærum, combinando autobuses con estación ferroviaria. Es también una de las paradas a lo largo de la ruta del tren expreso del aeropuerto (en noruego: Flytoget).
Es la sede de la Handelshøyskolen BI, la mayor escuela de negocios de Noruega. La cercana isla de Kalvøya es un lugar de recreo y su puerto para botes es utilizado por los clubes deportivos Bærum KK y Bærum RK.
Una pequeña isla llamada Sandviksbukta, en las afueras de Sandvika, es también llamada Danmark. Los daneses que viven en la zona se juntan cada 5 de junio para celebrar el día nacional de Dinamarca.